# Limnephilus acnestus
Limnephilus acnestus är en nattsländeart som beskrevs av Ross 1938. Limnephilus acnestus ingår i släktet Limnephilus och familjen husmasknattsländor. Inga underarter finns listade i Catalogue of Life.